# Jim Miller (kampsportare)
James Andrew "Jim" Miller, född 30 augusti 1983 i Sparta Township i Sussex County, New Jersey, är en amerikansk MMA-utövare som sedan 2008 tävlar i organisationen Ultimate Fighting Championship.